# Gran Premi de l'Argentina del 1977
Resultats del Gran Premi de l'Argentina de Fórmula 1 de la temporada 1977, disputat al circuit Oscar Alfredo Galvez de Buenos Aires, el 9 de gener del 1977.

## Resultats
| Pos | No | Pilot              | Equip                | Voltes | Temps/ Retirada   | Pos. de sortida | Punts |
| --- | -- | ------------------ | -------------------- | ------ | ----------------- | --------------- | ----- |
| 1   | 20 | Jody Scheckter     | Wolf - Ford          | 53     | 1h 40' 11. 1      | 11              | 9     |
| 2   | 8  | Carlos Pace        | Brabham - Alfa Romeo | 53     | + 43.24 s         | 10              | 6     |
| 3   | 12 | Carlos Reutemann   | Ferrari              | 53     | + 46.02 s         | 7               | 4     |
| 4   | 28 | Emerson Fittipaldi | Fittipaldi - Ford    | 53     | + 55.48 s         | 16              | 3     |
| 5   | 5  | Mario Andretti     | Lotus - Ford         | 51     | Part mecànica     | 8               | 2     |
| 6   | 22 | Clay Regazzoni     | Ensign - Ford        | 51     | + 2 Voltes        | 12              | 1     |
| 7   | 19 | Vittorio Brambilla | Surtees - Ford       | 48     | Sense combustible | 13              |       |
| Ret | 10 | Ian Scheckter      | March - Ford         | 45     | Part elèctrica    | 17              |       |
| NC  | 16 | Tom Pryce          | Shadow - Ford        | 45     | No classificat    | 9               |       |
| Ret | 7  | John Watson        | Brabham - Alfa Romeo | 41     | Suspensions       | 2               |       |
| Ret | 9  | Alex Ribeiro       | March - Ford         | 39     | Transmissió       | 20              |       |
| NC  | 26 | Jacques Laffite    | Ligier - Matra       | 37     | No classificat    | 15              |       |
| Ret | 4  | Patrick Depailler  | Tyrrell - Ford       | 32     | Escalfament motor | 3               |       |
| Ret | 1  | James Hunt         | McLaren - Ford       | 31     | Suspensions       | 1               |       |
| Ret | 2  | Jochen Mass        | McLaren - Ford       | 28     | Accident          | 5               |       |
| Ret | 3  | Ronnie Peterson    | Tyrrell - Ford       | 28     | Accident          | 14              |       |
| Ret | 29 | Ingo Hoffman       | Fittipaldi - Ford    | 22     | Motor             | 19              |       |
| Ret | 11 | Niki Lauda         | Ferrari              | 20     | Alim. combustible | 4               |       |
| Ret | 18 | Hans Binder        | Surtees - Ford       | 18     | Accident          | 18              |       |
| Ret | 17 | Renzo Zorzi        | Shadow - Ford        | 2      | Caixa canvi       | 21              |       |
| NVS | 6  | Gunnar Nilsson     | Lotus - Ford         |        |                   | 10              |       |

## Altres
- Pole: James Hunt 1' 48. 68

- Volta ràpida: James Hunt 1' 51. 060 (a la volta 21)